# Lijst van abten van Prüm
Dit is een lijst van abten van de Abdij van Prüm
- Angloardus 720-765
- Assuerus 765-810
- Dankrad 810-829
- Markward van Prüm 829-853
- Egilo 853-860
- Ansbald van Luxemburg of Ansbald van Prüm 860-886
- Farabert I 886-893
- Regino de Hauterive of Regino van Prüm 893-899
- Richer van Luik 899-921
- Ruotfried 921-935
- Farabert II van St.-Paulus 935-947
- Ingelram van Limburg 947-976
- Eberhard van Salm 976-986
- Childerich 986-993
- Stephan van Saffenberg 993-1001
- Udo van Namen 1001-1003
- Immo van Sponheim 1003-1006
- Urold van Thaun (Daun) 1006-1018
- Hilderad van Burgund 1018-1026
- Ruprecht van Arberg 1026-1068
- Rizo uit Gulik 1068-1077
- Wolfram van Bettingen 1077-1103
- Poppo de Beaumont 1103-1119
- Lantfried van Hessen 1119-1131
- Adalbero 1131-1136
- Gottfried I van Hochstaden 1136-1155
- Rother van Malberg 1155-1170
- Robert I van Kleef 1170-1174
- Gregor I uit Geldern 1174-1184
- Gerard de Vianden 1184-1212
- Caesarius van Mylendonck 1212-1216
- Kuno von Ahr 1216-1220
- Friedrich I van Fels 1220-1245
- Gottfried II van Blankenheim 1245-1274
- Walter van Blankenheim 1274-1322
- Heinrich I van Schönecken 1322-1342
- Diether van Katzenelnbogen 1342-1350
- Johann I Zandt van Merk 1350-1354
- Dietrich van Kerpen 1354-1397
- Friedrich II van Schleiden 1397-1427
- Heinrich II van Are-Hirstorff 1427-1433
- Johann II van Esche 1433-1476
- Robert II van Virneburg 1476-1513
- Gregor II van Homburg 1513
- Wilhelm van Manderscheid-Kayl 1513-1546
- Christoph van Manderscheid-Kayl 1546-1576

Na 1576 waren de prins-aartsbisschoppen/keurvorsten van Trier administrator van de abdij van Prüm.